# Stazione di San Bernardino (Briona)
La stazione di San Bernardino era una fermata ferroviaria della linea Novara–Varallo posta nell'omonima frazione del comune di Briona.

## Storia
La stazione entrò in funzione il 22 febbraio 1883, in concomitanza all'attivazione del tronco Vignale-Romagnano Sesia.
A seguito della statizzazione delle ferrovie, tra il 1905 e il 1906, la linea originariamente gestita dalla Società per le Strade Ferrate del Mediterraneo venne incorporata nella rete statale e l'esercizio degli impianti fu assunto dalle Ferrovie dello Stato.
Dal 2000 la gestione dell'intera linea, e con essa quella della fermata di San Bernardino, passò in carico a Rete Ferroviaria Italiana la quale ai fini commerciali classifica l'impianto nella categoria "Bronze".
La fermata si trovava in aperta campagna, in una località circondata da risaie lontana dal centro abitato. Il traffico passeggeri era composto pertanto essenzialmente da contadini che si recavano a lavorare lì e, diminuendo col passare del tempo a causa dell'automazione del settore, portò alla dismissione dell'impianto nel 2003.
La fermata rimase abbandonata e in stato di degrado, curata solo mediante la libera iniziativa di volontari che tentano di evitare l'incuria.

## Strutture e impianti
La fermata e dotata del solo binario di corsa della linea ferroviaria il cui esercizio continua.
La stazione dispone di un fabbricato viaggiatori di piccole dimensioni a due piani.
Fino agli anni ottanta il primo piano era adibito ad abitazione privata per il capostazione. A seguito della trasformazione dell'impianto in fermata impresenziata, esso rimase completamente chiuso all'utenza e con la dismissione dello stesso nel 2003 si optò per la muratura di porte e finestre.

## Movimento
La stazione era servita dai treni regionali di Trenitalia, in base al contratto stipulato con Regione Piemonte, fino al 2003, anno in cui venne dismessa.